# Xã Forward, Quận Wells, Bắc Dakota
Xã Forward (tiếng Anh: Forward Township) là một xã thuộc quận Wells, tiểu bang Bắc Dakota, Hoa Kỳ. Năm 2010, dân số của xã này là 80 người.